# Memecylon wallichii
Espèce
Statut de conservation UICN

 VU B1+2c : Vulnérable
Memecylon wallichii est une espèce de plantes de la famille des Melastomataceae. C'est un arbre endémique de la Malaisie péninsulaire. L'espèce est menacée du fait de la disparition de son habitat.

## Publication originale
- 1918.